# Margie Hart
Pour les articles homonymes, voir Hart.
Margaret Hart Ferraro, plus connue sous le nom de Margie Hart, est une strip-teaseuse américaine et figure du burlesque, née le 28 septembre 1913 et morte le 30 janvier 2000.

## Biographie
Elle naît le 28 septembre 1913 à Edgerton, dans le Missouri, dans une fratrie de sept sœurs et un frère. Elle quitte le domicile familial à 16 ans, puis part à Saint-Louis où elle étudie la « danse exotique ».
En avril 1935, elle est arrêtée pour indécence alors qu’elle se produit chez les frères Minsky, dans leur établissement de burlesque. Hart est placée en garde à vue, tout comme Toots Brawner et Gladys McCormick. Elles plaident non coupable.
Hart voyage et se produit à New York, Boston ou Saint-Louis ; elle est surnommée « la Garbo du pauvre ». En 1942, elle participe à une production de Broadway intitulée Wine, Women and Song aux côtés de Jimmy Savo, produite par Isidore Herk et les frères Shubert. Le spectacle reprend les codes du vaudeville, du burlesque et de la comédie musicale, mais les parties de strip-tease choquent le public, et finissent par faire interdire la pièce sur décision de justice en décembre 1942, après sept semaines de représentations.
Elle se marie avec Seaman Block Jacobs en 1947, mais le couple divorce en 1955.
Elle épouse John Ferrari, le président du conseil municipal de Los Angeles, en 1982. Peu de temps après, elle est victime d’une attaque cardiaque. Dans les années 1990, sa santé décline rapidement, et elle meurt à 86 ans à Los Angeles le 30 janvier 2000.